# 大倉乾吾
大倉 乾吾（おおくら けんご ）は写真家、作家。香川県出身。大阪芸術大学芸術学部写真学科卒業。その後、報道カメラマンとして活動。
現在、文藝春秋オール讀物(日本全国写真紀行さよなら鉄道)を連載している、週刊文春グラビアで南仏プロヴァンス紀行や獄中のオウム麻原の最後の姿を撮影(第3回編集者が選ぶ雑誌ジャーナリズム賞写真賞)などで活躍している。
獄中の麻原彰晃撮影や金正日訪露撮影など不肖宮嶋とコンビを組む時は対して忍者大倉とも呼ばれている。
不肖宮嶋とは講談社時代からの仲。その共著によると肉嫌いで菜食主義とされるが、お好み焼きの豚玉を良く食べるらしいので、そうでもないらしい。

## 作品
- 不肖・宮嶋＆忍者・大倉一撮入魂！(宮嶋茂樹：共作)
- 日本列島廃線紀行(文春文庫)
- 終着駅紀行東日本編(文春ebooks)
- 終着駅紀行西日本編(文春ebooks)

| スタブアイコン | サブスタブ | この項目は、まだ閲覧者の調べものの参照としては役立たない、人物に関連した書きかけの項目です。この項目を加筆・訂正などしてくださる協力者を求めています（P:人物伝/PJ:人物伝）。 |